# Чхонджін
Чхонджін (кор. 청진시) — місто в КНДР, адміністративний центр провінції Хамгьон-пукто. З 1960 по 1967 і з 1977 по 1985 Чхонджін мав статус особливого міста. Після 1985 місто знову стало частиною провінції Хамгьон-пукто. Спочатку Чхонджін був всього лиш маленьким рибальським селищем, яке розташоувалось на північному сході Кореї. У 1908 році японці в цілях поліпшення морського шляху для доступу до китайських та корейських ресурсів почали використовувати це маленьке село як торговий порт. Китай і Росія відкрили в Чхонджіні свої консульства. Це унікальне явище для міста КНДР — мати на своїй території іноземні консульства.

## Місто під час радянсько-японської війни

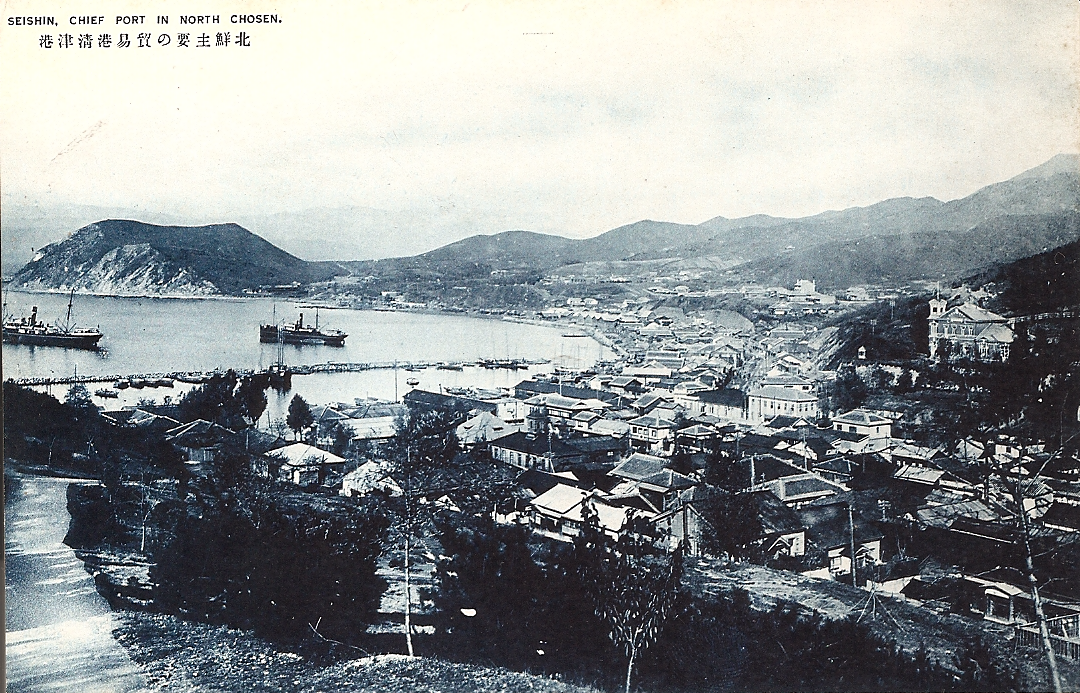
Сейсін (Чхонджін) у 1930-х роках

У ході радянсько-японської війни в серпні 1945 року в Чходжіні (тоді називався Сейсін, яп. 清津) радянськими військами був висаджений морський десант, який понад три доби вів бій за контроль над містом. 16 серпня 1945 з підходом 393-ї та 335-ї стрілецьких дивізій японські війська були остаточно витіснені з міста.

## Клімат
- Середньорічна температура повітря — 8,4 °C
- Відносна вологість повітря — 69,5 %
- Середня швидкість вітру — 1,2 м/с[3]

| Клімат Чхонджіна                                            | Клімат Чхонджіна | Клімат Чхонджіна | Клімат Чхонджіна | Клімат Чхонджіна | Клімат Чхонджіна | Клімат Чхонджіна | Клімат Чхонджіна | Клімат Чхонджіна | Клімат Чхонджіна | Клімат Чхонджіна | Клімат Чхонджіна | Клімат Чхонджіна | Клімат Чхонджіна |
| Показник                                                    | Січ.             | Лют.             | Бер.             | Квіт.            | Трав.            | Черв.            | Лип.             | Серп.            | Вер.             | Жовт.            | Лист.            | Груд.            | Рік              |
| Середній максимум, °C                                       | −1               | 1,0              | 5,7              | 12,2             | 16,8             | 20,0             | 23,4             | 25,5             | 22,3             | 16,4             | 8,2              | 2,1              | 12,7             |
| Середня температура, °C                                     | −5,3             | −3,3             | 1,4              | 7,5              | 11,9             | 16,1             | 20,1             | 21,9             | 17,8             | 11,4             | 3,5              | −2,5             | 8,5              |
| Середній мінімум, °C                                        | −9,4             | −7,5             | −2,7             | 3,3              | 8,2              | 13,2             | 17,6             | 18,9             | 13,4             | 6,4              | −0,9             | −6,3             | 4,5              |
| Норма опадів, мм                                            | 12.7             | 12.8             | 16.2             | 36.6             | 62.7             | 90.6             | 134.8            | 118.1            | 63.6             | 30.9             | 25.3             | 17.9             | 622.2            |
| Днів з опадами                                              | 4,3              | 3,5              | 3,6              | 4,5              | 9,3              | 11,0             | 13,1             | 10,0             | 6,4              | 3,6              | 4,1              | 4,9              | 78,3             |
| Днів зі снігом                                              | 8,2              | 5,9              | 4,2              | 1,0              | 0                | 0                | 0                | 0                | 0                | 0,2              | 3,1              | 7,6              | 30,2             |
| Вологість повітря, %                                        | 62.0             | 63.4             | 64.6             | 67.0             | 75.0             | 83.1             | 87.5             | 84.3             | 75.9             | 66.4             | 62.9             | 62.0             | 71.2             |
| ----------------------------------------------------------- | ---------------- | ---------------- | ---------------- | ---------------- | ---------------- | ---------------- | ---------------- | ---------------- | ---------------- | ---------------- | ---------------- | ---------------- | ---------------- |
| Джерело: Корейська метеорологічна адміністрація (1981—2010) |                  |                  |                  |                  |                  |                  |                  |                  |                  |                  |                  |                  |                  |